# Kinmundy
Kinmundy es una ciudad ubicada en el condado de Marion en el estado estadounidense de Illinois. En el Censo de 2010 tenía una población de 796 habitantes y una densidad poblacional de 233,18 personas por km².

## Geografía
Kinmundy se encuentra ubicada en las coordenadas 38°46′20″N 88°51′12″O / 38.77222, -88.85333. Según la Oficina del Censo de los Estados Unidos, Kinmundy tiene una superficie total de 3.41 km², de la cual 2.71 km² corresponden a tierra firme y (20.49%) 0.7 km² es agua.

## Demografía
Según el censo de 2010, había 796 personas residiendo en Kinmundy. La densidad de población era de 233,18 hab./km². De los 796 habitantes, Kinmundy estaba compuesto por el 99.37% blancos, el 0% eran afroamericanos, el 0% eran amerindios, el 0.25% eran asiáticos, el 0% eran isleños del Pacífico, el 0.13% eran de otras razas y el 0.25% pertenecían a dos o más razas. Del total de la población el 1.13% eran hispanos o latinos de cualquier raza.